# Honda Jade
Honda Jade (яп. ホンダ・ジェイド, Honda Jeido) — компактвэн, представленный в сентябре 2013 года подразделением Dongfeng Honda в Китае. Базовой моделью стала Honda Civic девятого поколения.

## Описание
Изначально Honda Jade разрабатывался для китайского рынка. С февраля 2015 года автомобиль выпускался в Японии и в некоторых частях Азии, таких как Гонконг и Сингапур. В то же время был представлен подзаряжаемый гибридный автомобиль. Из-за проблем с продажами Honda Jade ушёл с сингапурского рынка в мае 2018 года.
Honda Jade выпускался в комплектациях EXi или VTi. В мае 2015 года был представлен вариант Jade RS с 1,5-литровым турбодвигателем с прямым впрыском топлива VTEC мощностью 150 л. с. при 5500 об/мин и крутящим моментом 203 Н⋅м при 1600—5000 об/мин.
В 2016 году автомобиль прошёл рестайлинг. На внутреннем рынке японии он продавался с 17 мая 2018 года в комплектациях G, RS, X, HYBRID RS и HYBRID X, каждая из которых была оснащена системой Honda Sensing.
В июне 2020 года Honda Jade был снят с производства в Китае, а 31 июля 2020 года — в Японии наряду с Civic и City (Grace).

## Галерея

### Китайский рынок
- Honda Jade EXi
- Honda Jade EXi
- Honda Jade
- Honda Jade

### Японский рынок
- Honda Jade RS
- Honda Jade RS
- Honda Jade Hybrid RS
- Интерьер